# Talus MB-4H

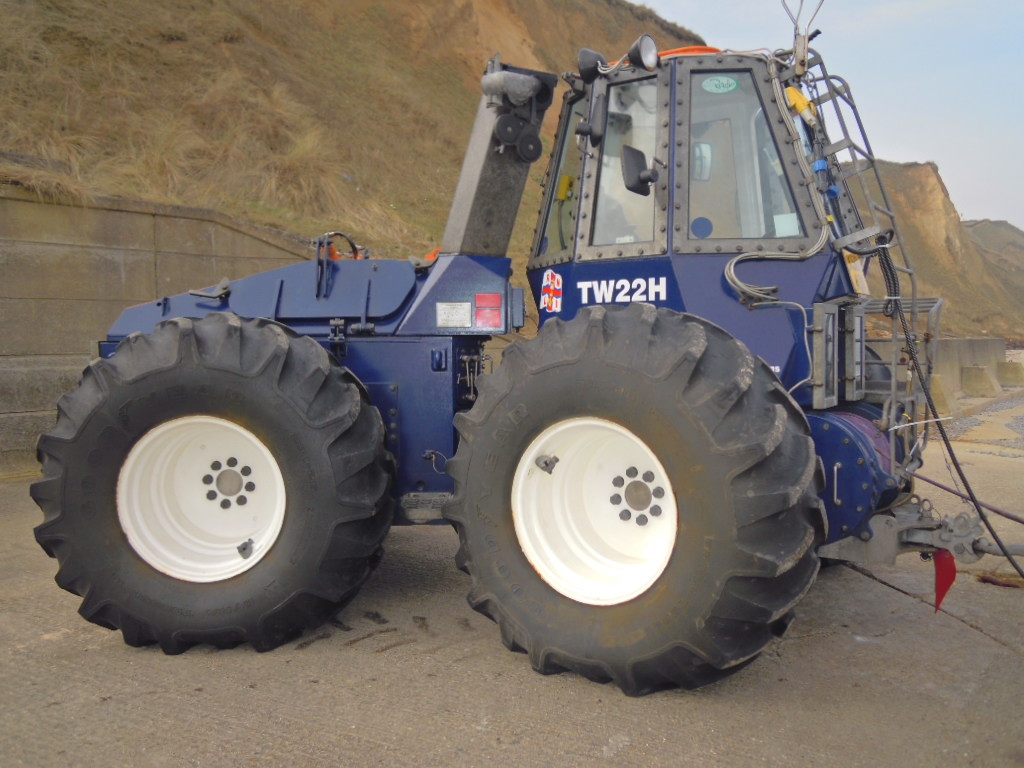
Talus MB-4H (TW22-H)

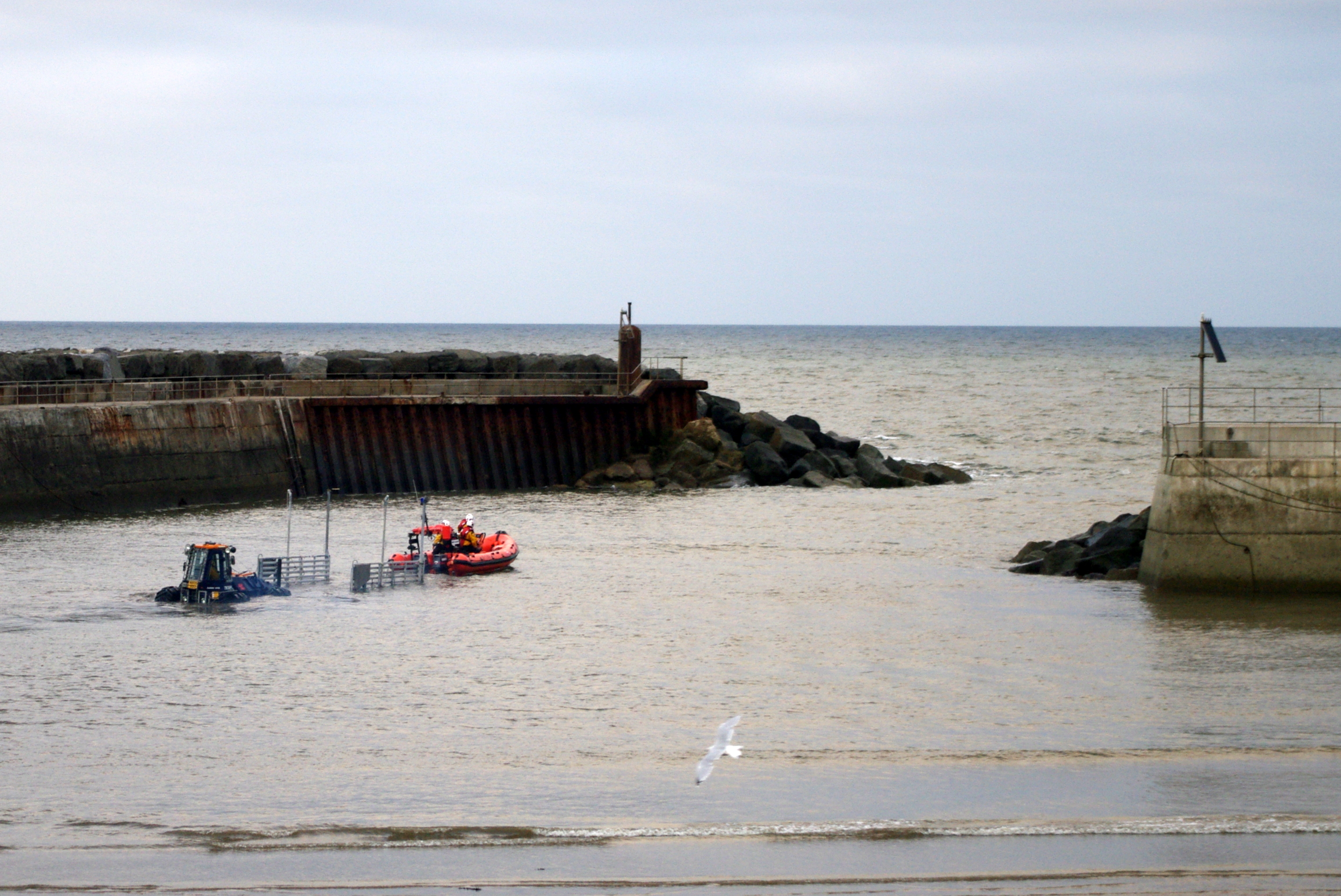
Im Einsatz im Hafen von Staithes

Der Talus MB-4H ist ein amphibischer Traktor. Er dient dazu, B-Class-Boote der britischen Royal National Lifeboat Institution (RNLI) zu Wasser zu lassen. Er wird an Lifeboat-Stationen mit Tidenhub eingesetzt, um die Boote von den Gezeiten unabhängig zu machen. Der Traktor fährt das Boot auf einem Hänger bis in tieferes Wasser, von wo aus das Boot starten kann.
Der Traktor wiegt knapp zehn Tonnen, hat einen 77-kW-Dieselmotor und erreicht eine Höchstgeschwindigkeit von etwa 40 km/h. Seine Winde kann ein Gewicht von fünf Tonnen bewegen.
Der seit 1990 von der RNLI eingesetzte Traktor kann in ruhigem Wasser in einer Wassertiefe bis zu 1,60 Meter eingesetzt werden. Sollte etwas schiefgehen und der Traktor trotz Allradantriebs in der aufkommenden Flut feststecken, kann der Fahrer die Kabine durch das Dach verlassen, der Traktor ist so gebaut, dass er auch bei voller Überflutung nur minimalen Schaden nimmt. Während die Kabine im Normalbetrieb wasserdicht ist, kann sie unter diesen Bedingungen geflutet werden, um ein Abdriften des Traktors in der Strömung zu verhindern. Die Lifeboat-Station hat bei der nächsten Ebbe Gelegenheit, das Fahrzeug zu bergen.
Zu den besonderen Anpassungen gehört unter anderem, dass seine Reifen mit Wasser gefüllt sind, um nicht aufzuschwimmen, ebenso wie der Fahrer in der Kabine die Sitzposition wechseln kann und es möglich ist, in beide Richtung „vorwärts“ zu fahren.
Clayton Engineering entwickelte den Traktor zusammen mit der RNLI. Es ist das erste Gefährt, das kein umgebautes, sondern ein komplett für den Zweck neu designtes Fahrzeug ist. Nach diversen Tests unter Einsatzbedingungen ging der erste MB-4H im November 1990 in New Brighton in den regulären Einsatz.